# Maria von Braunschweig-Wolfenbüttel (1521–1539)
Maria von Braunschweig-Wolfenbüttel (* 1521; † 4. Juni 1539 in Wolfenbüttel) war eine Prinzessin von Braunschweig-Wolfenbüttel und Äbtissin des freien weltlichen Reichsstifts Gandersheim.

## Leben
Maria war eine Tochter des Herzogs Heinrich II. von Braunschweig-Wolfenbüttel (1489–1568) aus dessen erster Ehe mit Maria (1496–1541), Tochter des Grafen Heinrich von Württemberg.
Ihr Vater ließ die dreijährige Prinzessin 1524 mit Billigung der Äbtissin Gertrud von Regenstein zur Koadjutorin des Stifts Gandersheim wählen. Nach dem Tod Gertrud von Regensteins 1531 ließ Herzog Heinrich die Abtei durch einen Amtmann „inventieren“ und einen Verwalter und einen Befehlshaber im Stift einsetzen. Die Abteiwirtschaft wurde im Wesentlichen aufgelöst, die Viehbestände eingezogen und das Land verpachtet. Der bisherigen Dekanin Katharina von Hohnstein wurde der Zutritt zum Stift verwehrt. 1532 forderte Heinrich die Wahl seiner eingesetzten Tochter Maria zur Äbtissin, doch wurde Maria weder vom Papst bestätigt noch vom Kapitel gewählt, außerdem hatte sie sich gegen Katharina von Hohnstein, die vom Papst ursprünglich ausgewählte Koadjutorin, durchzusetzen, die ebenfalls als Äbtissin auftrat.
Katharina von Hohnstein starb 1536, doch verzögerte sich die päpstliche Bestätigung bis 1538. Bis 1539 fungierte Marias Vater als Administrator und Vormund im Stift. Maria hat Gandersheim niemals betreten. Sie starb, kurz nachdem sie erstmals gemeinsam mit ihrem Vater als erwählte und bestätigte Äbtissin urkundete. Zu ihrer Nachfolgerin bestimmte ihr Vater ihre jüngste, sechsjährige Schwester Clara.